# Gudrun
Kvinnonamnet Gudrun är ett fornnordiskt (ursprungligen Guðrún) sammansatt av orden gud och runa som betyder bokstav, hemlig visdom. Gudrun har förekommit i Sverige sedan 1000-talet. Namnet förekommer på runstenar, t.ex. vid Gryts kyrka, Södermanland:  "Fröbjörn och Gudrun, de reste stenen här till minnesmärke efter sin raske son Rodmund, Rodgers broder. Gud hjälpe hans ande. Öpir högg runorna."
Den 31 december 2019 fanns det totalt 13 852 kvinnor folkbokförda i Sverige med namnet Gudrun, varav 6 630 bar det som tilltalsnamn.
Namnsdag: 24 november. I den finlandssvenska namnsdagslängden har Gudrun namnsdag 7 mars sedan starten 1929, då en egen namnsdagskalender togs i bruk för finlandssvenskar.

## Personer med namnet Gudrun

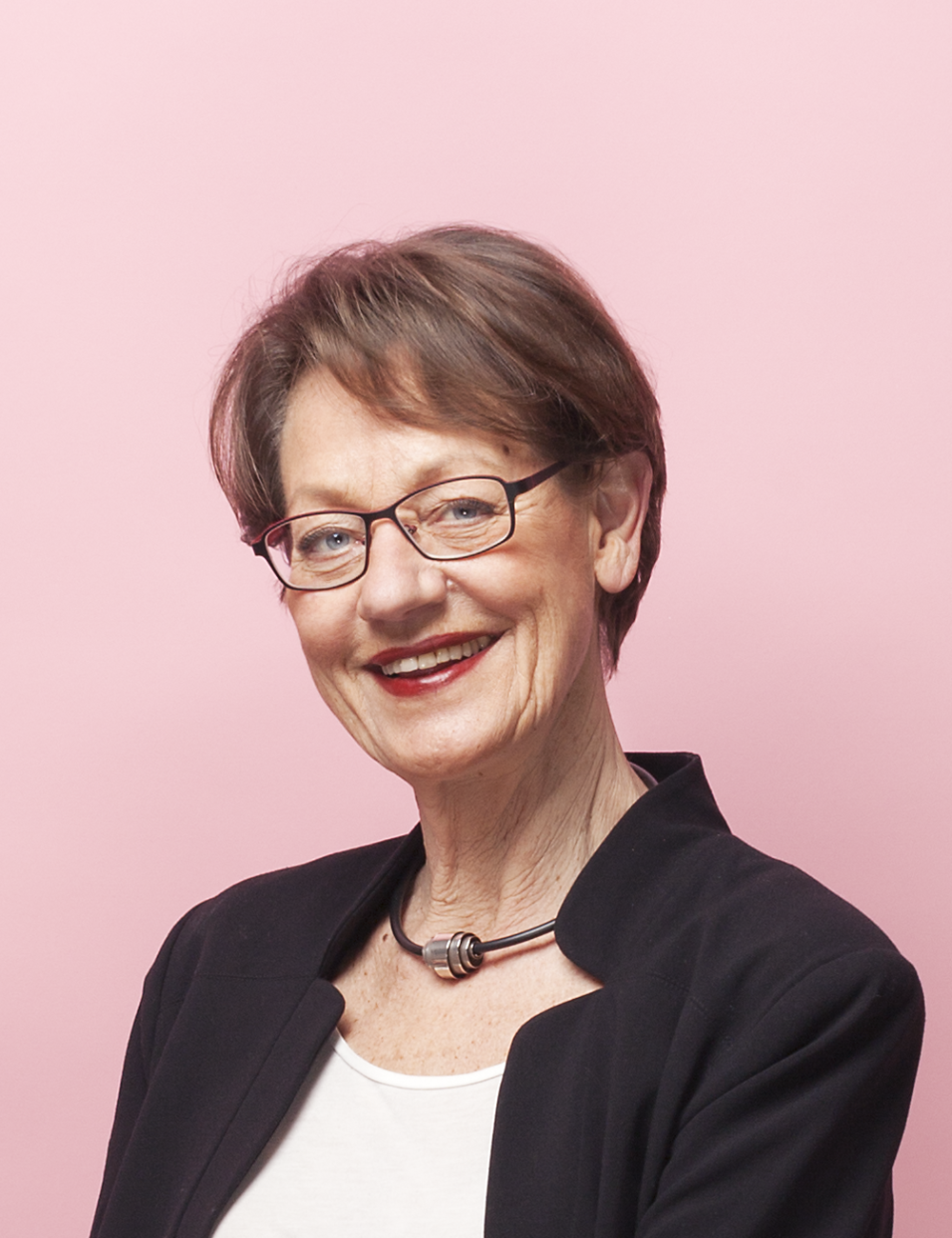
Gudrun Schyman

- Gudrun Anderson,  svensk sångtextförfattare
- Gudrun Bojesen, dansk ballerina
- Gudrun Brost, svensk skådespelerska
- Gudrun Eduards, svensk konstnär
- Gudrun Eklund, svensk friidrottare
- Gudrun Ensslin, västtysk terrorist
- Gudrun Folmer-Hansen, svensk skådespelare och operettsångerska
- Guðrún Sóley Gunnarsdóttir, isländsk fotbollsspelare
- Gudrun Hasselriis, dansk politiker och skolledare
- Gudrun Henricsson, svensk skådespelare och sångerska
- Gudrun Johnson Rosin, svensk tennisspelare
- Gudrun Klaus-Dittmar, östtysk kanotist
- Gudrun Lindvall, svensk politiker (mp)
- Gudrun Løchen Drewsen, norsk-amerikansk kvinnorättskämpe
- Gudrun Magnusson, svensk friidrottare
- Gudrun Malmer, svensk hedersdoktor
- Gudrun Moberg, svensk skådespelare och sångerska
- Gudrun Norberg, svensk politiker (fp)
- Gudrun Norstedt, svensk författare
- Gudrun Refslund Thomsen, dansk feminist
- Gudrun Schyman, svensk politiker, tidigare vänsterpartiledare, sedan ledare för Feministiskt initiativ som hon också grundat
- Gudrun Sjödén, svensk kläddesigner och företagare
- Gudrun Wessnert, svensk författare
- Gudrun Östbye, svensk skådespelare

## Fiktiva
- Gudrun Gjukadotter i nordisk mytologi hustru till Sigurd Fafnesbane och syster till Gunnar
- Kudrun (även Gudrun), medeltida tyskt hjälteepos om den danska kungadottern Kudrun som går tillbaka på en dansk vikingatida saga
- En viktig medlem i Kurt Olssons damorkester under 1980-talet